# Государственный национальный театр Удмуртской Республики

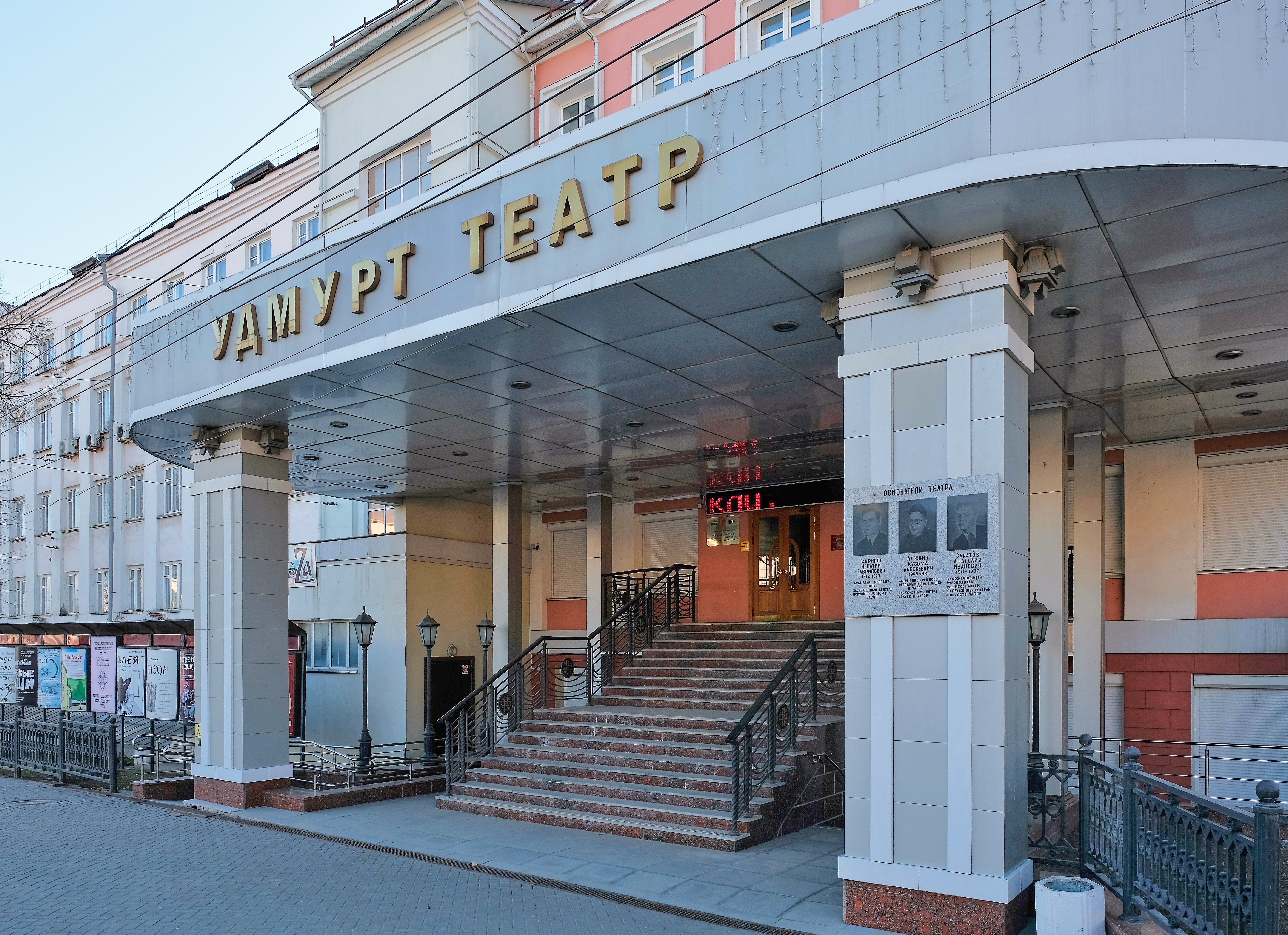
Вход в театр

Государственный национальный театр Удмуртской Республики (удм. Удмурт элькунысь йӧскалык кун театр) — музыкально-драматический театр, расположенный в Ижевске на улице Максима Горького.

## История
Предшественником театра был Центральный удмуртский клуб «Красный удмурт», возникший в 1923 году. При нём действовал драматический кружок, давший начало самодеятельному театру. На базе этой труппы был открыт первый профессиональный удмуртский театр. Открытие состоялось 7 февраля 1931 года спектаклем «Вала-река шумит» по пьесе И. Г. Гаврилова. Первоначально театр не имел выделенного здания и работал в арендованных помещениях. Репертуар состоял из национальной драматургии, произведений русских и зарубежных авторов в переводе на удмуртский язык.
В 1935 году он получил статус государственного. В репертуар театра входили как произведения молодых удмуртских драматургов, так и постановки по классическим произведениям Н. В. Гоголя, К. Гольдони, Ж.-Б. Мольера и других. В 1934—1936 и в 1939—1946 годах главным художником театра был И. М. Ходырев.
В 1940 году Удмуртский драматический театр был объединён с Русским драмтеатром с образованием Государственного драматического театра удмуртской и русской драмы. В мае 1941 в здании театра произошёл пожар, после которого обе труппы перешли на выездной режим работы. С началом Великой Отечественной войны театр был расформирован, но уже 20 октября 1942 года восстановил работу в селе Алнаши, в 1943 году переехал в Можгу. С 1951 года кадры театра в значительной мере комплектовались выпускниками театральных вузов Ленинграда, Москвы и Уфы.
В 1973 году Удмуртский музыкально-драматический театр был разделён на Удмуртский драматический театр и Музыкальный театр УАССР. До сдачи в эксплуатацию нового здания Музыкального театра на центральной площади в 1984 году оба коллектива продолжали работать на одной сцене и под началом единой администрации.
В 1996 году Удмуртский государственный драматический театр получил своё нынешнее название.

## Репертуар
По состоянию на 2012 год в репертуар театра входят постановки по произведениям классиков русской и удмуртской литературы — А. Н. Островского, Н. В. Гоголя, А. С. Пушкина, И. Г. Гаврилова, В. М. Ванюшева и многих других.